# Ганс Венгель
Ганс Венгель (нім. Hans Wengel; 15 травня 1914, Дрезден — 17 січня 1987) — німецький офіцер-підводник, капітан-лейтенант крігсмаріне.

## Біографія
5 квітня 1935 року вступив на флот. З квітня 1941 року — командир човна 3-ї флотилії форпостенботів. З 30 серпня 1943 по 27 лютого 1944 року пройшов курс підводника, на початку березня — курс позиціонування (радіовимірювання), з 15 березня по 30 квітня — курс командира підводного човна. В травні 1944 року направлений на будівництво підводного човна U-1164. З 29 червня 1944 року — командир U-1164. 24 липня 1944 року човен був потоплений внаслідок авіанальоту, а Венгель переданий в розпорядження 8-ї флотилії. В серпні 1944 року направлений на будівництво U-3516. З 18 грудня 1944 по 6 березня 1945 року — командир U-3516. 8 травня 1945 року взятий в полон британськими військами.

## Звання
- Кандидат в офіцери (5 квітня 1935)
- Морський кадет (25 вересня 1935)
- Фенріх-цур-зее (1 липня 1936)
- Оберфенріх-цур-зее (1 січня 1938)
- Лейтенант-цур-зее (1 квітня 1938)
- Оберлейтенант-цур-зее (1 жовтня 1939)
- Капітан-лейтенант (1 січня 1943)

## Нагороди
- Медаль «За вислугу років у Вермахті» 4-го класу (4 роки)
- Залізний хрест
  - 2-го класу (1941)
  - 1-го класу (1943)
- Нагрудний знак мінних тральщиків (1942)